# Антті Термянен
Антті Термянен (фін. Antti Törmänen; народився 19 вересня 1970 у м. Еспоо, Фінляндія) — фінський хокеїст, лівий нападник. 

## Ігрова кар'єра
Вихованець хокейної школи ЕЙК. Виступав за «Кієкко-Еспоо», «Йокеріт» (Гельсінкі), «Оттава Сенаторс», «Принс-Едуард Айленд Сенаторс» (АХЛ), ГВ-71 Єнчопінг, ХК «Седертельє». 
У складі національної збірної Фінляндії учасник зимових Олімпійських ігор 1998, учасник чемпіонатів світу 1995, 1997, 1998 і 1998, учасник Кубка світу 1996. У складі юніорської збірної Фінляндії учасник чемпіонату Європи 1988.
Бронзовий призер зимових Олімпійських ігор (1998). Чемпіон світу (1995), срібний призер (1998, 1999). Чемпіон Фінляндії (1992, 1994, 1997, 2002), срібний призер (1995), бронзовий призер (1998). Володар Кубка європейських чемпіонів (1995).

## Тренерська робота
До 2009 тренував юнацькі та молодіжні команди клубу «Еспоо Блюз». Надалі асистент головного тренера «Йокеріт», у сезоні 2010/11 головний тренер «Ваасан Спорт».
З 21 жовтня 2011 по 2013 головний тренер швейцарського клубу СК «Берн».